# Global Advertising Lawyers Alliance
Global Advertising Lawyers Alliance (GALA) — organizacja non-for-profit zrzeszającą doświadczonych prawników, firmy prawnicze (Członkowie Profesjonalni), a także przedsiębiorców działających w branży reklamowej (Członkowie Stowarzyszeni), których misją jest edukowanie uczestników obrotu i społeczeństwa w zakresie m.in. prawa prasowego, mediów, promocji i własności intelektualnej. Na całym świecie Członkowie Profesjonalni zapewniają obsługę prawną w zakresie weryfikacji zgodności reklam z prawem. Usługi takie świadczone są na rzecz własnych klientów, klientów innych Członków oraz na rzecz Członków Stowarzyszonych. W ten sposób społeczność globalna korzysta ze zgromadzonego know how i usług dostępnych Członkom GALA.
Członkostwo Stowarzyszone GALA oferowane jest każdemu przedsiębiorcy zajmującemu się marketingiem. Podania o przyjęcie powinny być adresowane do siedziby GALA lub do jakiegokolwiek Członka Profesjonalnego w danym kraju.

## Historia
Global Advertising Lawyers Alliance powstała w 1998 r. w wyniku rozszerzenia European Advertising Lawyers Alliance. GALA stanowi źródło informacji dla jednostek i korporacji, poszukujących rozwiązań dla problemów obejmujących skomplikowane zagadnienia prawne, które napotykają reklamodawcy podczas prowadzenia globalnych kampanii reklamowych. W szczególności dotyczy to zróżnicowanego orzecznictwa w poszczególnych jurysdykcjach, które wynika z odmienności kulturowych, politycznych i prawnych. Ze względu na różnice występujące w zasadach i praktyce dotyczących publikowania reklam w poszczególnych częściach świata, korporacje powinny być zainteresowane procesem dokładnego badania zgodności z prawem przygotowywanych kampanii. GALA powstała w odpowiedzi na potrzebę zapewnienia obsługi w tym zakresie i po dziś dzień jest liderem w świadczeniu tego typu usług.
Członkostwo w GALA opiera się na zasadzie jeden członek z jednego państwa; członkami są liderzy w dziedzinie prawa mediów, marketingu i promocji. Obecnie członkami GALA jest 55 firm prawniczych (Członków Profesjonalnych) pochodzących z państw położonych we wszystkich częściach świata. Ponadto, Członkami Stowarzyszonymi GALA jest 9 dużych międzynarodowych korporacji. Firmy prawnicze zrzeszone w GALA współpracują w ramach 3 regionów: (1) obie Ameryki, (2) Azja Południowo-Wschodnia i obszar Pacyfiku oraz (3) Europa, Bliski Wschód i pozostała część Azji. Korporacje, tj. Członkowie Stowarzyszeni, współpracują ze wszystkimi 3 oddziałami regionalnymi.
GALA organizuje regionalne i globalne spotkania, podczas których członkowie spotykają się i prezentują publikacje oraz prowadzą otwarte dla publiczności seminaria na tematy interesujące społeczność reklamodawców i marketingowców. W ciągu ostatnich kilku lat omawiano takie tematy, jak: przyzwoitość w reklamie, reklama skierowana do dzieci, wspieranie produktu wizerunkiem osobistości, reklama społeczna, ochrona danych i prywatności, loterie, reklama w grach komputerowych, ekologiczny marketing (green marketing), reklama usług finansowych, sprzedaż na odległość, przekaz reklamowy i wiele innych.
Dodatkowo, GALA publikuje materiały obejmujące zagadnienia omawiane na seminariach i udostępnia je w swojej działalności.

## Działalność
GALA świadczy na rzecz swoich członków oraz innych podmiotów usługi w dwóch zasadniczych obszarach: (1) działalność informacyjna i wydawnicza, (2) edukacja i szkolenia.

### Działalność informacyjna i wydawnicza
Zbiór zasobów GALA obejmuje raporty dotyczące stanu prawa w poszczególnych państwach członkowskich, poradniki i inne analizy mające znaczenie dla społeczności reklamodawców.

## Edukacja i szkolenia
GALA organizuje corocznie 2 do 3 seminariów, na które przybywają profesjonaliści z całego świata by dyskutować na tematy dotyczące teorii i praktyki prawa reklamy, marketingu i promocji. Ponadto GALA organizuje 2 razy do roku wewnętrzne spotkania, w czasie których członkowie omawiają powyższe tematy.

## Siedziba GALA oraz jej Członków
Siedziba GALA mieści się w Nowym Jorku.

## Doroczne spotkanie GALA
Najważniejszym wydarzeniem  jest doroczne spotkanie, które po raz pierwszy odbyło się w 2003 roku. Corocznie gromadzi ono uczestników z całego świata. W ciągu 2 dni ma miejsce wymiana doświadczeń, wypracowywanie możliwości rozwoju naukowego i zawodowego, jak również wewnętrzne spotkania członków.